# 樂昌縣 (北宋)
樂昌縣，或作昌樂縣，北宋时设置的县，在今广西壮族自治区。
宋太祖開寶五年（972年）改晉興縣為樂昌縣，宋仁宗景祐二年（1035年），廢樂昌縣入武緣縣。